# Monster Allergy (bande dessinée)
Pour la série télévisée d'animation, voir Monster Allergy.
Monster Allergy est une bande dessinée italienne de Katja Centomo, Francesco Artibani, Alessandro Barbucci et Barbara Canepa. La série compte 29 tomes en italien, mais la 4e de couverture de la version française du tome 20 en dénombre 30.
Le trentième album est sorti en bonus d'une intégrale en italien. 
Une suite a été créée, sous le nom de " Monster Allergy Evolution ". À partir du tome 30 bonus et dans la suite "Evolution", les personnages principaux sont adultes. Pour l'instant, il existe 6 autres volumes non traduits en français en comptant le tome 30 bonus.

## Albums
- Monster Allergy, Soleil :

1. Coup de poudre, 2003[1].
2. La Pyramide des Invulnérables, 2003.
3. Magnacat, 2003[2].
4. La Ville suspendue, 2004[3].
5. Le Tuteur étoilé, 2004[4].
6. Charlie Schuster arrive !, 2004.
7. Monstres en boîtes, 2004[5].
8. L'Abriteur du phare, 2005[6].
9. Le Retour de Zach, 2005.
10. Au cœur de l'arbre creux, 2005.
11. Le Souffle du Mugalak, 2006.
12. L'Autre Dompteur, 2006.
13. Masque de feu, 2006.
14. De nouveau réunis, 2006.
15. L'Ancienne Armurerie, 2007.
16. Tempête a l'horizon, 2007.
17. Le Retour des dompteurs, 2007[7].
18. Les Monstres perdus, 2008.
19. La Grande Évasion, 2008.
20. Châtaignes et Champignons, 2009.

- Monster Allergy Next Gen, Le Lombard :

1. Monster Allergy Next Gen Tome 1, 2011. Reprend les tomes 21, 22 et 23.
2. Monster Allergy Next Gen Tome 2, 2012. Reprend les tomes 24, 25 et 26.
3. Monster Allergy Next Gen Tome 3, 2012. Reprend les tomes 27, 28 et 29.

## Prix
- 2004 : Prix Micheluzzi de la meilleure série italienne
- 2007 :  Prix Peng ! de la meilleure bande dessinée européenne